# Cargo (phim 2017)
Cargo là một bộ phim chính kịch kinh dị hậu tận thế năm 2017 của Úc, do Ben Howling và Yolanda Ramke đạo diễn, với phần kịch bản được chắp bút bởi Ramke dựa trên bộ phim ngắn cùng tên năm 2013 của họ. Tác phẩm có sự góp mặt của dàn diễn viên Martin Freeman, Simone Landers, Anthony Hayes, Susie Porter cùng Caren Pistorius. Cargo ra mắt lần đầu tại Liên hoan phim Adelaide vào ngày 6 tháng 10 năm 2017, trước khi được phát hành tại các rạp chiếu phim ở Úc vào ngày 17 tháng 5 năm 2018, trên toàn thế giới (ngoại trừ Úc) vào ngày 18 tháng 5 năm 2018 bởi Netflix và trên hệ thống Netflix ở Úc vào ngày 16 tháng 11 năm 2018.

## Nội dung
Khi thế giới bị tàn phá bởi một loại vi-rút khiến mọi người trở nên điên dại trong vòng 48 giờ, thì gia đình Rose — gồm Andy, Kay và bé Rosie — đang sống an toàn trên một chiếc nhà nổi ở vùng nông thôn nước Úc. Do thiếu lương thực nên Andy lục soát một chiếc thuyền buồm bị bỏ hoang và lấy nhiều vật dụng khác nhau. Sau đó, Kay đi lấy thêm đồ dùng nhưng lại bị một kẻ nhiễm bệnh tấn công. Ở một diễn biến khác, cô bé thổ dân tên Thoomi đang cố gắng bảo vệ người cha bị nhiễm bệnh của mình bằng cách cho ông ăn động vật hoang dã và nhốt ông lại, trong khi mẹ Thoomi thì đang điên cuồng tìm kiếm cô.
Andy nhìn thấy Kay đang cố gắng cầm máu vết cắn trong căn nhà nổi, rồi cả ba lập tức đi tìm bệnh viện. Tuy nhiên, chiếc xe mà họ lái lại đâm vào một cái cây sau khi né một người đàn ông ở giữa đường. Kay bị vật nhọn đâm, còn Andy thì ngất đi vì sốc; anh tỉnh dậy vài giờ sau đó rồi bị Kay cắn khi cố đưa Rosie ra khỏi xe. Andy bắt gặp cha của Thoomi, nhận thấy anh ta bị nhiễm bệnh và chuẩn bị tự vệ. Thoomi xuất hiện và khuyên can Andy đừng làm tổn thương cha cô.
Andy tìm thấy một chiếc xe ute rồi định chiếm lấy nó, nhưng lại bị chủ nhân chiếc xe là Vic ngăn lại, trong lúc anh ta đang bị mắc kẹt trong một cái hố. Andy kéo anh ta ra khỏi hố và họ đi đến nơi trú ẩn của Vic, tại đây Andy gặp Lorraine, người mà anh cho rằng là vợ của Vic. Andy để lại Rosie cho Lorraine và rời đi cùng với Vic. Vic gài bẫy những người bị nhiễm bệnh bằng cách giam những người khỏe mạnh trong lồng làm mồi nhử; khi ấy, Andy bắt đầu lo lắng khi thấy Thoomi ở trong một cái lồng. Đêm đó, Andy định tự tử nhưng Lorraine ngăn anh lại, thú nhận rằng cô biết anh bị nhiễm bệnh, đồng thời tiết lộ rằng cô không phải là vợ của Vic; hắn ta đã giam giữ cô sau khi bỏ mặc chồng cô cho đến chết. Vic sau đó đánh ngất Andy, rồi anh tỉnh dậy trong cùng một cái lồng với Thoomi. Họ đồng ý giúp nhau để trốn thoát bằng cách sử dụng sức mạnh của nhiều người bị nhiễm bệnh để mở cửa lồng ra. Sau đó, hai người quay trở lại nơi trú ẩn, gặp Lorraine và Rosie. Vic bắn họ khi họ trốn thoát, nhưng Lorraine đã lao ra che chắn và bị trúng đạn.
Sáng hôm sau, Thoomi chạy đi sau khi Andy nói rằng cha cô sẽ không khá hơn. Thoomi đi tìm cha mình, thấy ông nằm trên đỉnh cây và đã chết. Andy đến để an ủi cô, nhưng rồi rời đi khi anh không thể làm được điều đó vì Thoomi trách cứ anh vì đã làm cô chậm trễ. Thoomi vẫn ở trên cây và tỏ ra đau buồn, nhưng cô nghe thấy tiếng khóc của Rosie rồi bắt kịp Andy. Cả ba dùng thuyền máy để di chuyển đến một khu cắm trại — nơi mà trước đây Andy nhìn thấy một gia đình — rồi kiểm tra chiếc Caravan của gia đình ấy. Andy rời đi cùng Rosie để đi tìm họ, còn Thoomi thì ở lại trong chiếc xe. Anh gặp người cha, lúc đó đã bị cắn. Người cha định đưa cho Andy một khẩu súng lục ổ quay sau khi anh ta sử dụng bốn viên đạn để kết liễu gia đình rồi tự sát. Anh ta thực hiện kế hoạch của mình, và Andy lấy khẩu súng như dự định rồi phân vân rằng liệu có nên tự sát hay không. Thoomi lao đến chỗ họ rồi ba người bèn đi về phía đám khói gần đó.
Khi đi qua một đường hầm xe lửa, ba người gặp lại Vic. Thoomi trốn cùng Rosie bên trong một chiếc xe đang đậu trên đường ray, trong khi Andy thì cố gắng đánh lạc hướng Vic. Sau đó, hai người đánh nhau. Trong cuộc ẩu đả, Vic vớ được khẩu súng lục và bắn Andy. Hắn ném Thoomi xuống đất rồi nâng niu Rosie, cũng như than thở về cái chết của Lorraine. Khi ấy, Vic bật khóc nức nở và trao Rosie cho Andy để anh có thể tiếp tục cuộc hành trình của mình. Sau đó, Andy có dấu hiệu biến đổi khi cào cấu miếng thịt thối rữa trong thời gian ngắn. Chỉ còn lại ít thời gian, Andy yêu cầu Thoomi hứa sẽ chăm sóc Rosie, và sau đó chuẩn bị tinh thần cho việc biến đổi bằng cách đặt một miếng chắn vào miệng, trói cổ tay và quấn thịt vào một cây gậy.
Cả ba người bắt kịp các chiến binh thổ dân khi họ giết xong một số người bị nhiễm bệnh, nhưng Thoomi gọi họ bằng một cái còi, thu hút sự chú ý của mẹ cô. Khi ấy, Andy đang cõng Thoomi cùng Rosie, rồi Thoomi và Rosie được chào đón trở lại. Cô lấy chai nước hoa của Kay ra và xịt nó nhằm làm dịu Andy, người dường như thừa nhận rằng Rosie cuối cùng đã an toàn. Thoomi cho phép một chiến binh giải thoát Andy khỏi cảnh khốn cùng.
Những thổ dân đi đến nơi ẩn náu của người dân họ và được chào đón nhiệt tình. Khi Thoomi cùng mẹ cô kiểm tra cơ thể Rosie, thì họ nhìn thấy dòng chữ "Xin cảm ơn" ở trên bụng cô bé, dường như được viết bởi Andy bằng loại sơn trắng mà Thoomi cùng các chiến binh đã sử dụng để ngụy trang mùi hương của họ khỏi lũ thây ma.

## Diễn viên
- Martin Freeman vai Andy Rose
- Simone Landers vai Thoomi
- Anthony Hayes vai Vic Carter
- Susie Porter vai Kay Caine
- Caren Pistorius vai Lorraine Cassidy
- David Gulpilil vai Daku, Người thông thái
- Kris McQuade vai Etta
- Bruce R. Carter vai Willie
- Natasha Wanganeen vai Josie

## Phát hành
Ban đầu phim dự kiến phát hành vào ngày 8 tháng 6 năm 2018. Tuy nhiên, sau đó đã được chuyển sang ngày 18 tháng 5 năm 2018. Tác phẩm được dành để tưởng nhớ Geoffrey Gurrumul Yunupingu, một ca sĩ thổ dân Úc đã qua đời ở tuổi 46 vào ngày 26 tháng 7 năm 2017.

## Đón nhận

### Đánh giá chuyên môn
Cargo đã nhận được đánh giá tích cực từ các nhà phê bình, ca ngợi chiều sâu cảm xúc và diễn xuất của Freeman. Trên trang web tổng hợp đánh giá Rotten Tomatoes, bộ phim giữ tỉ lệ đồng thuận 88% dựa trên 74 bài phê bình, với điểm số trung bình là 7,17/10. Sự đồng thuận trên trang web ghi rõ, "Cargo có một cách tiếp cận mới mẻ theo chiều hướng nhân vật đối với thể loại zombie, được phân biệt rõ hơn bởi bối cảnh ở Úc và màn trình diễn xuất sắc của Martin Freeman." Trên Metacritic, phim có số điểm 65 trên 100, dựa trên 12 nhà phê bình, cho thấy "những đánh giá thường là tích cực".
Tác phẩm được mô tả như một sự tôn vinh dành cho bộ phim The Road năm 2009. Trong một bài đánh giá tích cực, Brian Tallerico của RogerEbert.com tuyên bố rằng ông tin George A. Romero sẽ thích bộ phim. Clark Collins của Entertainment Weekly đã đánh giá Cargo điểm 'B', nhận định: "Bối cảnh của Úc mang lại sự mới mẻ và hoành tráng cho thể loại phim sống chết mặc bay này". Tuy nhiên, Frank Scheck của The Hollywood Reporter chỉ trích tác phẩm "không có khả năng làm hài lòng những khán giả tìm kiếm những bộ phim xứng đáng với số tiền mua vé mà họ bỏ ra, hoặc những người hâm mộ kinh dị tìm kiếm những nỗi sợ hãi thực sự", nhưng khen ngợi màn diễn xuất "lặng lẽ mà dữ dội" của Freeman.

### Thành tựu
| Giải thưởng            | Hạng mục                            | Người được đề cử                                                        | Kết quả |
| ---------------------- | ----------------------------------- | ----------------------------------------------------------------------- | ------- |
| Giải AACTA (Lần thứ 8) | Phim hay nhất                       | Russell Ackerman, Kristina Ceyton, Samantha Jennings, và Mark Patterson | Đề cử   |
| Giải AACTA (Lần thứ 8) | Kịch bản chuyển thể xuất sắc nhất   | Yolanda Ramke                                                           | Đề cử   |
| Giải AACTA (Lần thứ 8) | Âm thanh xuất sắc nhất              | Liam Egan, Leah Katz, Des Kenneally, và Robert Sullivan                 | Đề cử   |
| Giải AACTA (Lần thứ 8) | Thiết kế sản xuất xuất sắc nhất     | Jo Ford                                                                 | Đề cử   |
| Giải AACTA (Lần thứ 8) | Trang điểm và làm tóc xuất sắc nhất | Larry Van Duynhoven, Beverley Freeman & Helen Magelaki                  | Đề cử   |
| Giải Fangoria Chainsaw | Phim đầu tay hay nhất               | Ben Howling và Yolanda Ramke                                            | Đề cử   |
| Giải Fangoria Chainsaw | Nữ diễn viên phụ xuất sắc nhất      | Simone Landers                                                          | Đề cử   |